# Journaal van Bontekoe

Het exploderende schip, illustratie uit het boek

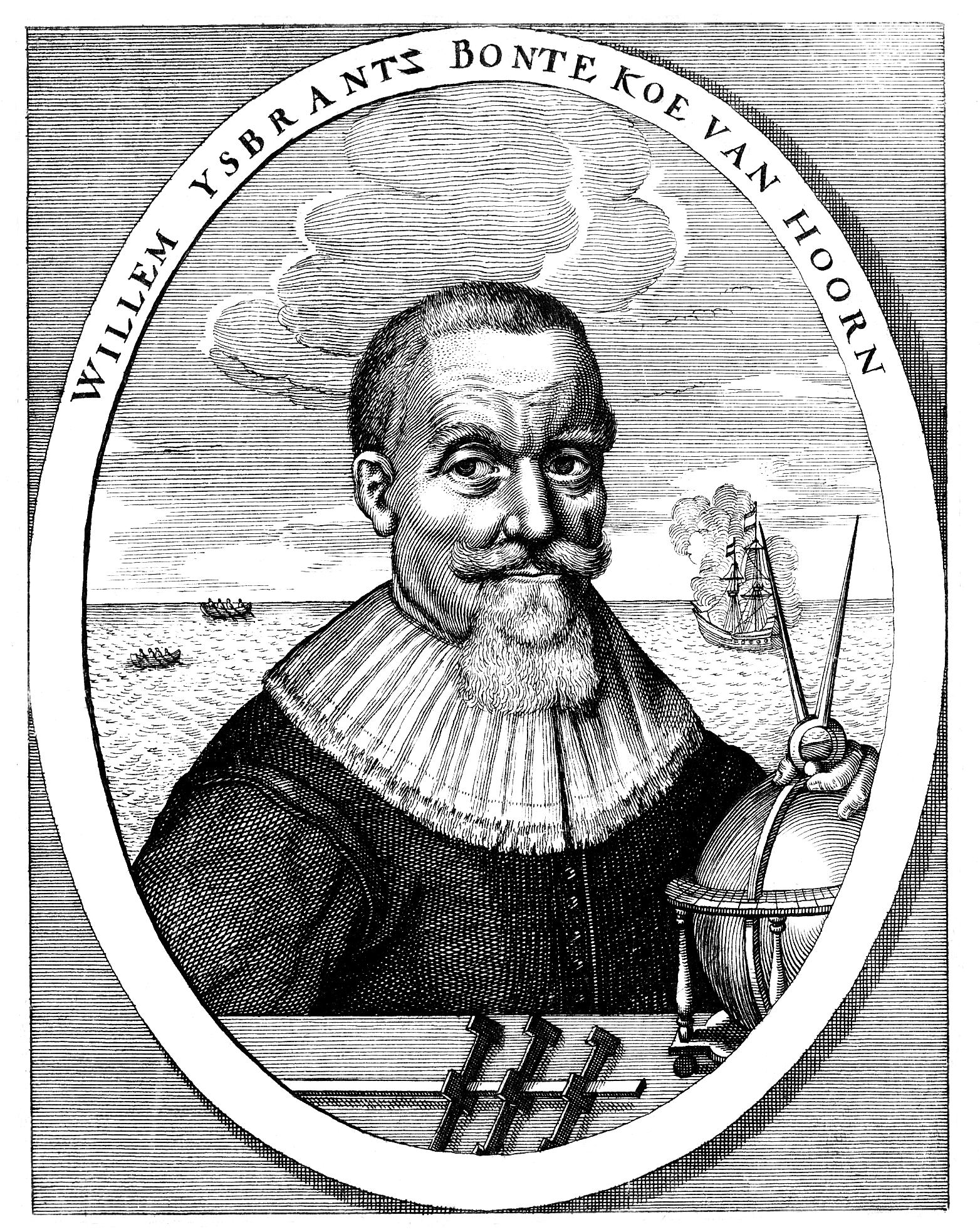
Willem IJsbrantsz Bontekoe

Het Iovrnael ofte gedenckwaerdige beschrijvinghe is een scheepsjournaal, opgetekend door schipper Willem IJsbrantsz. Bontekoe uit Hoorn, die in 1618 in dienst van de VOC een reis naar Bantam in Oost-Indië en daarna diverse reizen in de Oost maakte voor hij in 1625 terugkeerde. Het werd in 1646 uitgegeven door de Hoornse uitgever Jan Jansz. Deutel.
Bontekoe schreef zijn ervaringen pas in 1646 op, en moest toen deels op zijn geheugen afgaan want zijn scheepsjournaal van de Nieuw Hoorn was verloren gegaan. Er zijn verschillende bewerkingen en hertalingen van zijn verslag gemaakt (onder meer door de Franse schrijver Alexandre Dumas père), en het boek beleefde sinds de eerste uitgave meer dan 70 herdrukken. In de uitgave van Jan Jansz. Deutel van 1648 werd bijgevoegd het reisverhaal van Dirck Albertsz Raven over zijn schipbreuk bij Spitsbergen, gevolgd door enkele kleinere gedenckwaerdige geschiedenissen. 
Het journaal van Bontekoe heeft tevens de jeugdboekenschrijver Johan Fabricius geïnspireerd tot het populaire jeugdboek De scheepsjongens van Bontekoe (1924), dat ook verfilmd is (2007).

## De reis
Op 28 december 1618 vertrok Bontekoe als schipper van het spiegelretourschip (Oost-Indiëvaarder) Nieuw Hoorn van Texel naar Bantam op Java. Er waren 206 bemanningsleden, allen mannen en jongens. De reis ging eerst vrij voorspoedig: het schip voer langs de punt van Brazilië, en arriveerde eind mei 1619 bij Kaap de Goede Hoop. Hier werd niet aangelegd wegens het slechte weer en omdat er nog genoeg voorraden waren. Het schip deed vervolgens 21 dagen Réunion en negen dagen Sancta Maria aan en vertrok daar op 8 september.

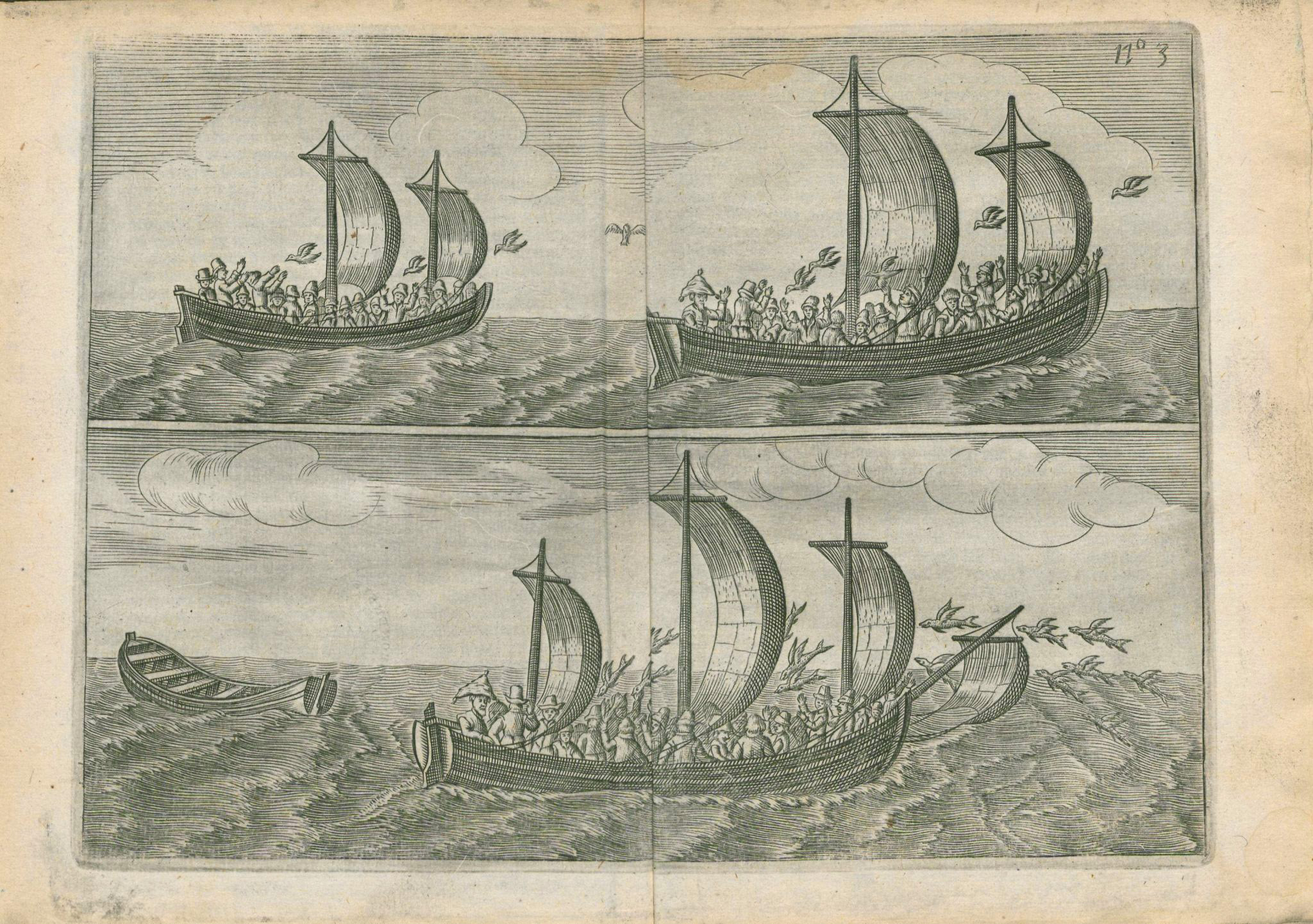
De boot, met meeuwen en vliegende vissen. De gewonde Bontekoe zit achterin met een kussen op zijn hoofd.

In de loop van de reis overleden 17 mensen, waardoor er 189 over waren toen het schip in de buurt van Sumatra was gekomen. Op 19 november 1619 raakte door onvoorzichtigheid van botteliersmaat Keelemeyn een vat brandewijn in brand en daarna de smidskolen. Een half uur nadat de brand geblust leek laaide deze weer op; de kolen waren blijven smeulen. Er waren 360 halve vaten buskruit op het schip, deels voor verdediging onderweg, deels voor transport naar Oost-Indië. Tijdens de brand stelde Bontekoe voor dit deel van de lading overboord te zetten, maar koopman Hein Rol was daar eerst tegen omdat het kruit nog nodig kon zijn als het schip nog aangevallen zou worden door Spaanse schepen. Nadat de brand zich uitbreidde ging een aantal bemanningsleden zonder toestemming van boord in een (kleinere) boot en een sloep (later schuit genoemd, kleiner dan de boot) in plaats van te helpen blussen. Bontekoe beschouwde dit als drossen, dat wil zeggen deserteren, hoewel Hein Rol, die boven Bontekoe stond, er ook bij was. De resterende bemanning begon alsnog het kruit overboord te zetten, maar de brand bereikte het nog aanwezige kruit (300 halve vaten) en het schip explodeerde. Van de 119 personen die nog aan boord waren overleefden maar twee het: Bontekoe, die zwaargewond raakte, en de jongeman Hermen van Kniphuysen. Ze werden door de boot aan boord genomen. Het aantal overlevenden was daarmee 46 in de boot en 26 in de schuit, bij elkaar 72.

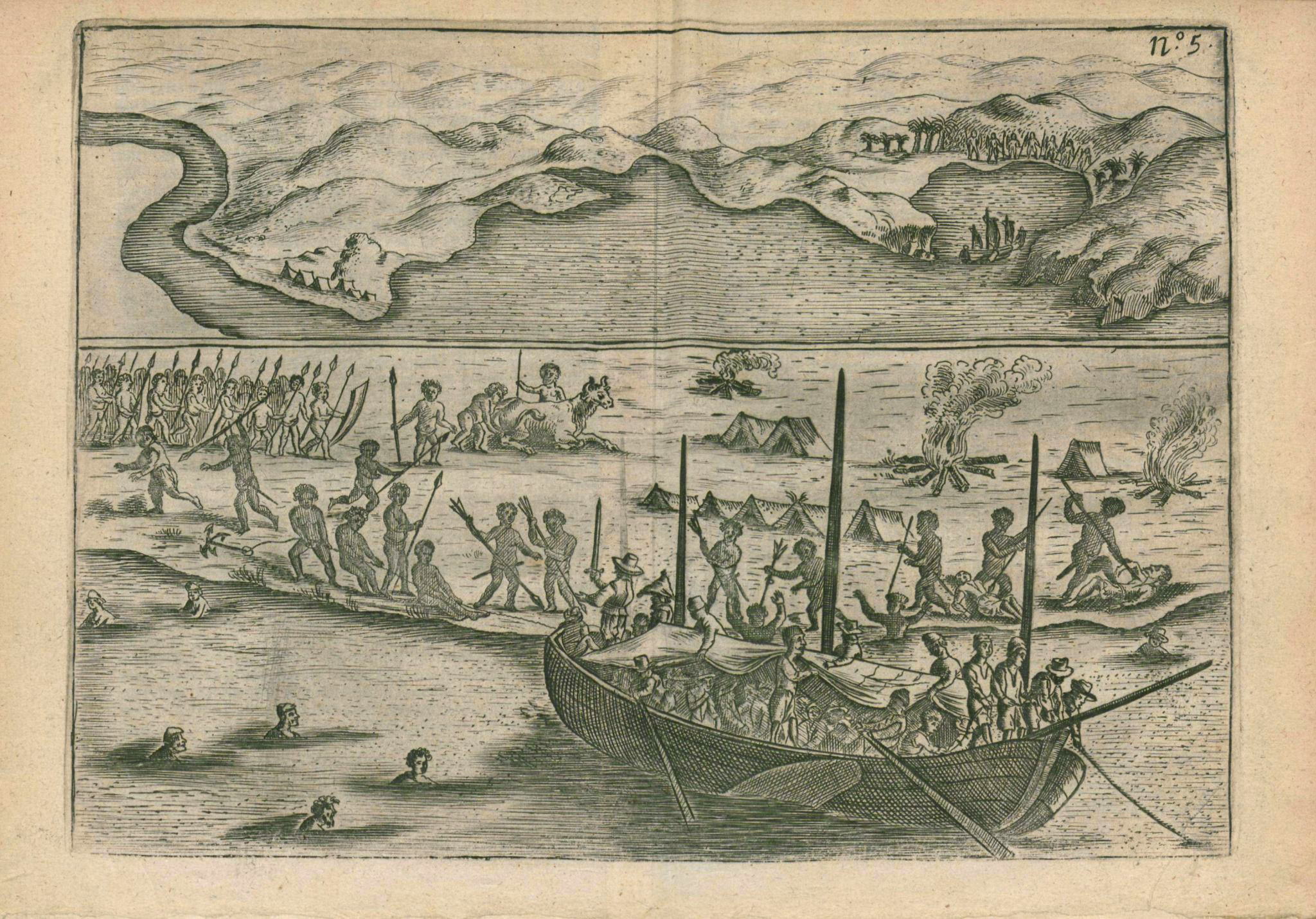
Aangevallen op de kust van Sumatra.

Van de hemden van de inzittenden werden zeilen genaaid. Na verloop van tijd stapten de mensen van de schuit over in de boot. Soms was er voedsel: één keer kwamen er meeuwen over de boot heen vliegen, die gepakt konden worden, en een andere keer waren er vliegende vissen. Er was geen drinkwater en sommigen dronken uit wanhoop zeewater of hun urine. Het eerste raadde Bontekoe af, het tweede deed hij ook een poosje, tot deze ondrinkbaar werd. Uiteindelijk ging het regenen en had men weer drinkwater. Aan voedsel was zo'n gebrek dat de bemanning de scheepsjongens wilde doden om op te eten. Bontekoe was daar tegen, waarop ze bereid waren nog drie dagen te wachten. Net op tijd, dertien dagen na het vergaan van de Nieuw Hoorn, werd een eilandje in Straat Soenda bereikt, 15 mijl uit de kust van Sumatra, waar men zich tegoed deed aan kokosnoten. Daarna ging men door naar het vasteland van Sumatra. Hier troffen de schipbreukelingen autochtonen aan van wie ze eerst voedsel konden kopen met de munten die ze hadden kunnen meenemen uit het vergane schip. Daarna werden ze echter door de plaatselijke bevolking aangevallen, waarbij elf bemanningsleden werden gedood en vier (die overigens vermoedelijk ook gedood waren) moesten worden achtergelaten. Zo bleven er dus 57 overlevenden over. De boot kwam bij Java 23 Nederlandse schepen tegen onder commando van Frederik de Houtman, hetgeen ze behoedde naar Bantam te gaan. In 1619 was tussen het sultanaat Bantam en de Nederlanders oorlog uitgebroken en de scheepsbreukelingen zouden er niet warm zijn ontvangen. Verdeeld over de schepen gingen de overlevenden mee naar Batavia, waar Bontekoe en Rol werden ontvangen door Jan Pieterszoon Coen.

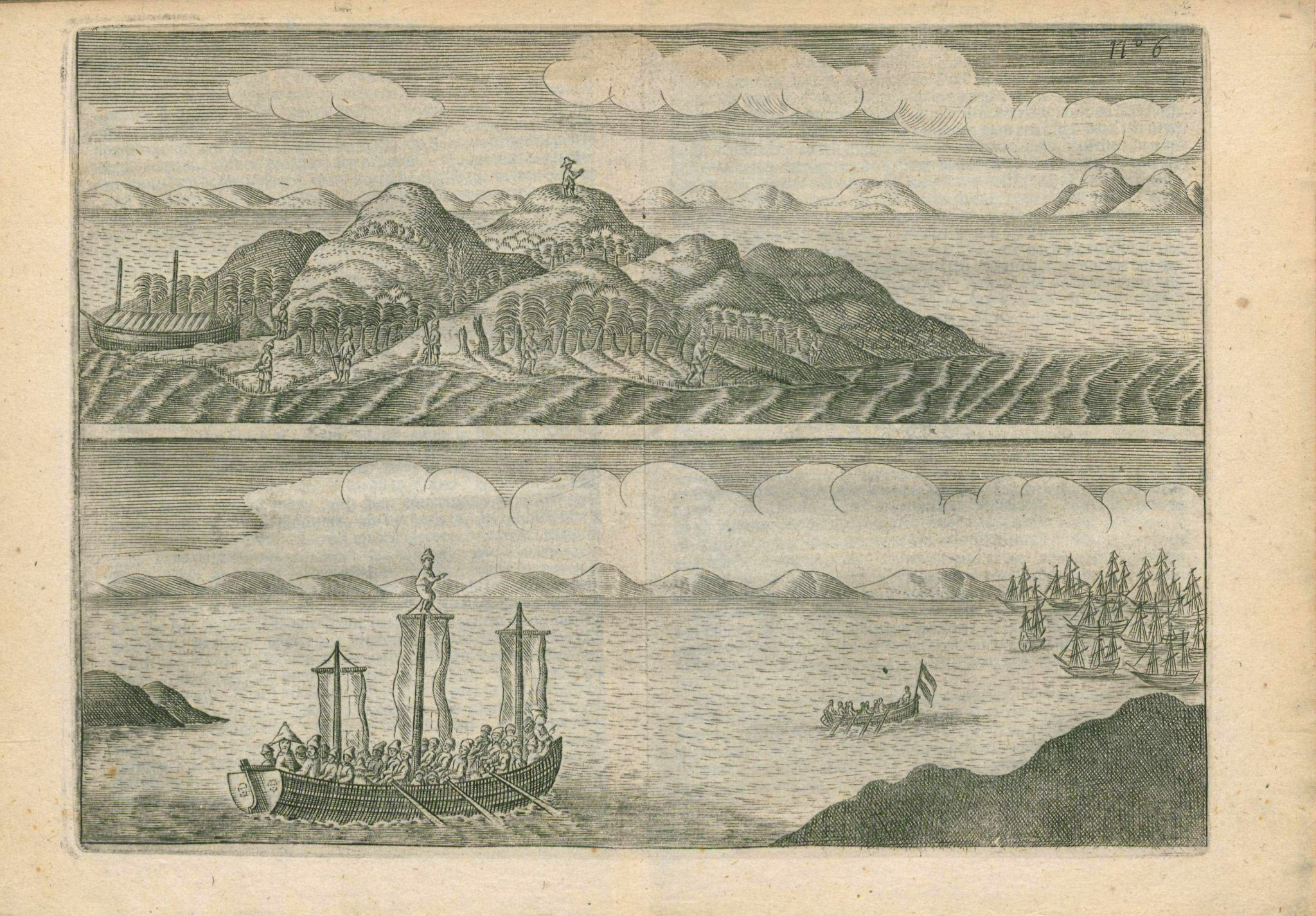
Bontekoe bidt op een berg en de ontmoeting met de vloot van De Houtman.

Bontekoe kreeg hier een nieuw schip toegewezen en werd met de vloot van Cornelis Reijersen naar de Zuid-Chinese Zee gestuurd. De opdracht van de vloot bestond naast het uitvoeren van een aanval op Macau uit het aanhalen van handelsbetrekkingen met China, desnoods met geweld, en de Spanjaarden op de Filipijnen het leven zuur maken. Hieronder vielen ook het overvallen van Spaanse schepen en het ronselen of zelfs ontvoeren van Chinese arbeiders om op plantages en aan de forten te werken. Uiteindelijk vertrok hij in november 1625 als schipper van de Hollandia van Batavia naar Hoorn. Op de terugreis verloor hij in een orkaan bijna weer zijn schip. Op Madagaskar maakten de autochtonen het de Fries Hilke Jopkins (hij komt ook in het kinderboek voor) en een paar van zijn kameraden zo naar hun zin, dat ze niet mee terug wilden naar Nederland en zich verstopten, zodat de schipper zonder hen terug moest.

## De scheepsjongens van Bontekoe
Het jeugdboek De scheepsjongens van Bontekoe (1924) van Johan Fabricius is geïnspireerd door het Journaal van Bontekoe. Een aantal in het journaal genoemde personen en gebeurtenissen komt ook in het boek voor, maar enkele zijn door Fabricius zelf verzonnen. In tegenstelling tot het journaal, is in dit boek de hoofdrol voor de scheepsjongens Hajo, Rolf en Padde.
In 2007 is een  speelfilm over dit boek uitgekomen, geregisseerd door Steven de Jong.

## Standbeelden

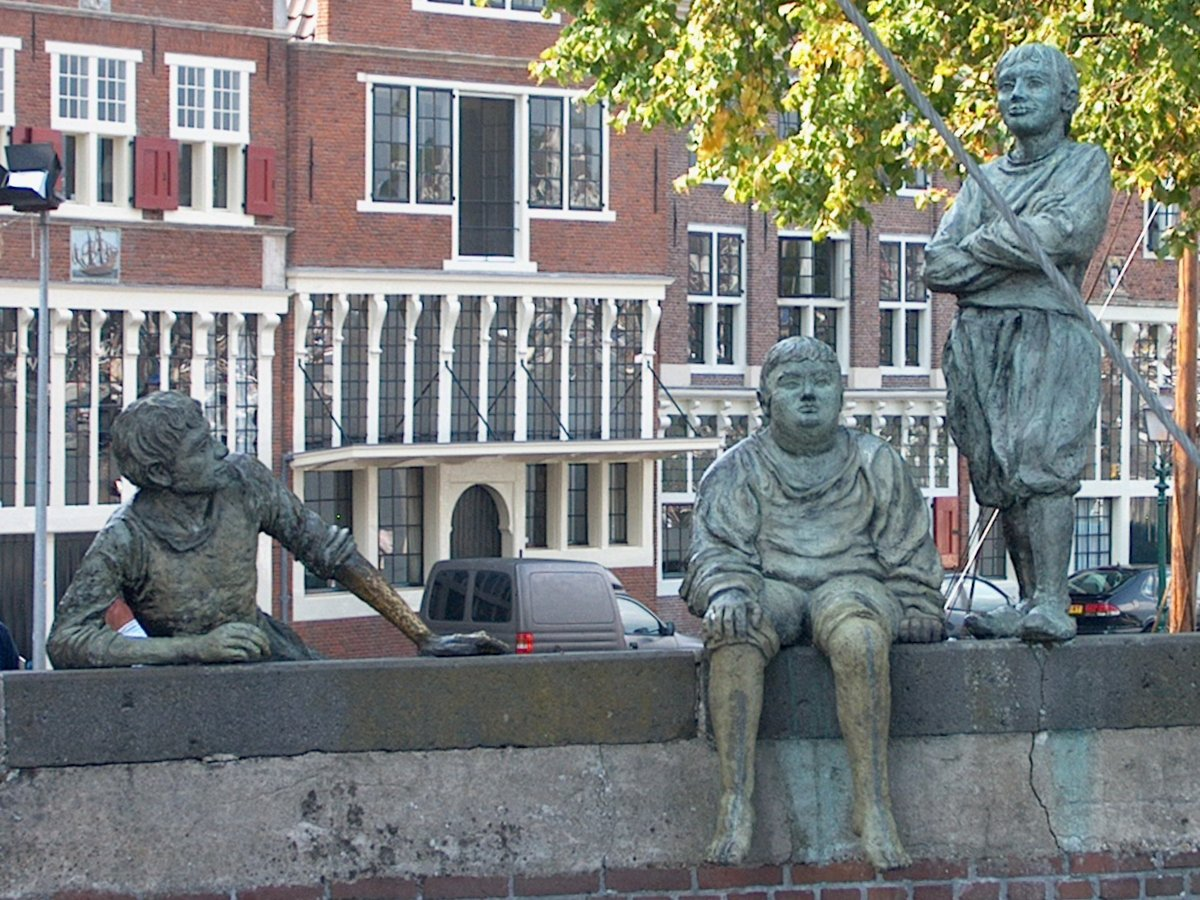
Standbeeld in Hoorn

In Hoorn staan op de kademuur bij de hoofdtoren standbeelden van de drie scheepsjongens, turend over het water. Op 8 april 2011 werd, niet ver daarvandaan, het borstbeeld van schipper Bontekoe onthuld.